# Acanthobemisia distylii
Acanthobemisia distylii es un hemíptero de la familia Aleyrodidae, subfamilia: Aleyrodinae.
Fue descrita científicamente en 1935 por Takahashi.